# Gabes
Gabès (arabsko Qabis, قابس) je eden izmed pomembnejših tunizijskih governoratov, obalna oaza in mesto v jugovzhodni Tuniziji ob Gabeškem zalivu. Ocenjena populacija leta 2003 je 90.000 ljudi.

## Zgodovina
Gabes je bil pomembno mesto v sklopu nekdanje Kartagine. Po drugi punski vojni v 2. stoletju pr. n. št. je prišlo pod rimsko oblast z novim imenom Tacape.
Prelomna točka za mesto je bilo osvajanje Arabcev v 7. stoletju n. št. Mestu je takrat zavladal Sidi Abou Loobaba Al'Ansarey ter začel njegovo prenovo.
Leta 1881 je mesto skupaj s celotno Tunizijo prešlo v francoski protektorat. V današnjem času med prebivalci mesta velja, da so Judje - mestna manjšina, ki je sicer uživala vse svoje pravice in ugled - odigrali pomembno vlogo glede padca mesta in sodelovanja z okupatorskimi francoskimi silami.
V drugi svetovni vojni, leta 1940, je mesto zavzela nemška vojska. Britanske oborožene sile so mesto zatem osvobodile leta 1943, pri čemer je prišlo do ostrih spopadov - mesto je bilo delno porušeno. Oblast pa je zopet prevzela Francija ter po koncu vojne leta 1945 pričela temeljito obnovo.

## Geografija
Gabes leži v jugovzhodnem delu Tunizije ob gabeškem zalivu. Meji na governorat Sfax na severu, governorata Kebili in Sidi Bouzid na zahodu, governorat Medenine na jugu in Sredozemsko morje na vzhodu.
Governorat Gabes vključuje več manjših mest: Matmata, Nova Matmata, Hamma, Matwiya, Ghanoosh, Mareth, Menzel el-Habeeb in Widthreff.
Območje zaznamuje značilno sredozemsko podnebje z nekoliko nadpovprečno vročimi poletji. Na tem mestu se sicer stikajo obala, gorovje ter puščavske planjave, samo mesto pa stoji v oazi palmovcev.

## Gospodarstvo
Gabes je eno pomembnejših gospodarskih in industrijskih središč Tunizije. Osrednje industrije so cementna industrija, pridelava kemikalij, pridelava opeke in naftna industrija.
Hitro razvijajoča se industrija z vse večjim številom proizvodnih obratov v zadnjem času povzroča vse hujšo onesnaženost območja, tudi znamenite gabeške plaže. Zaradi tega je tunizijska vlada v zadnjih letih sprejela programe za nadzor nad onesnaževanjem mesta.

## Turizem
Mesto Gabes slovi po svojih tradicionalnih souqhih, kjer so kupcem na voljo najrazličnejše začimbe od žafrana do značilne tunizijske pekoče arise, pa tudi kana in dišave. Prav tako je znana gabeška riviera, ki jo še posebno krasi plaža Lemawa. Ob tej naj bi bila v prihodnosti po vladnih načrtih zgrajena turistična cona.
Najbolj pomembna turistična točka governorata Gabes je naselje Matmata, in sicer zaradi svojih trogloditov. Zraven tega se je moč naslajati nad veličastno gorsko pokrajino, ki je med drugim znana kot prizorišče snemanja prve epizode filma Vojna zvezd.